# (3921) Klementʹev
(3921) Klementʹev es un asteroide perteneciente al cinturón de asteroides, descubierto el 19 de julio de 1971 por Bela Burnasheva desde el Observatorio Astrofísico de Crimea (República de Crimea).

## Designación y nombre
Designado provisionalmente como 1971 OH. Fue nombrado Klementʹev en honor al matemático ruso Zakhar Ivanovich Klementʹev.